# دراسات الأمومة
دراسات الأمومة هي مجال معترف به للدراسة، صاغه الدكتور أندريا أوريلي. يتعلق الأمر بالنسوية الأمومية.

## تعريف
تأثرت فكرة دراسات الأمومة من أدريان ريتش من المرأة المولودة: الأمومة كخبرة ومؤسسة في عام 1976. وهي تتألف من ثلاث فئات مترابطة من البحث: الأمومة كمؤسسة، والأمومة كخبرة، والأمومة باعتبارها هوية أو ذاتية. وغالبًا ما يشار إلى دراسات الأمومة على أنها ممارسة نسوية. تنتقد الأمهات النسوية القيم الجنسية والأبوية التي يدعمها المجتمع المعاصر. جزء من الأمومة النسوية هو نشاط الأم. تشمل الأمومة النسوية أيضًا الأمهات اللاتي يعيدن اختراع أو إعادة بناء ممارساتهن الخاصة بالأمومة لتقليل اللامساواة في التقسيم المنزلي للعمل، وزيادة استقلالهن، ووقت فراغهن، وأعمالهن المأجورة، وكذلك الإجازة المدفوعة الأجر وغير المدفوعة الأجر. مثل الأمهات النسوية، تشمل الأمومة النسوية أيضًا سياسات المواليد والرضاعة الطبيعية والتعلق المجسّد للأطفال. إنها امتداد لأخلاقيات الرعاية للأطفال وأكثر من ذلك على المجتمع.

## تاريخ
تجادل سميرة كواش بأن «تهميش الأمومة في الفكر النسوي لم يكن مجرد رفض سياسي لسياسة الأم التي تم تفسيرها على أنها ردة فعل محافظة على الحركة النسائية».
واحدة من البوابات الرائدة في الدراسات الأم هي مؤسسة (م) الأصوات الأخرى، وهي منظمة غير ربحية في الولايات المتحدة الأمريكية. ظهر في عام 2014 من مشروع بحث (Deirdre M. Donoghue). كان الغرض من المشروع هو بدء الخطاب وعمل نظرية الأم في الفنون وغيرها من مجالات الإنتاج الثقافي والتأمل في شخصية الأم كمفكر ومنتج للمعرفة.
بدأت مبادرات أكثر تنظيماً داخل المجتمعات الأكاديمية مثل مبادرة الأمومة للبحث والمشاركة المجتمعية، وهي منظمة نسوية علمية وناشطة في مجال الأمومة، والأمومة مقرها في تورونتو، كندا.
أعيد إطلاق مبادرة مجلة الأمومة في عام 2010 كمتابعة لمجلة جمعية أبحاث الأمومة التي بدأت عام 1999.